# رفاعه طهطاوی

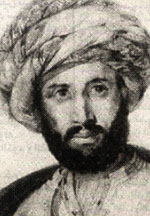
رفاعه طهطاوی

رفاعه رافع طهطاوی (۱۸۰۱–۱۸۷۳) یا رفاعة طهطاوی (همچنین تهطاوی نوشته می‌شود) نویسنده، معلم، مترجم، مصرشناس روشنفکر رنسانس و یکی از اقتباس‌کنندگان اولیه نوگرایی اسلامی بود. در سال ۱۸۳۱، طهطاوی بخشی از تلاش‌های سراسری برای نوسازی زیرساخت‌ها و آموزش مصر بود. او از اولین پژوهشگران مصری بود که راجع به فرهنگ و تمدن غربی مطالبی نوشت و تلاش کرد نوعی تفاهم بین تمدن اسلامی و تمدن مسیحی ایجاد کند. او بر صاحبنظران نسل بعد از خود از جمله محمد عبده تأثیر گذاشت. سه جلد از مجلدات منتشر شده او آثار سیاسی و اخلاقی فلسفه بود. آنها مخاطبان مصری او را با عقاید روشنگری مانند اقتدار سکولار و حقوق سیاسی و آزادی آشنا کردند. ایده‌هایش در این مورد بود که جامعه متمدن مدرن باید چگونه باشد و چه چیزی متمدن یا مصری خوب را تشکیل می‌دهد و این ایده‌های او که منافع عمومی و خیر عمومی چیست؟ کار طهطاوی اولین تلاش در رنسانس مصری (رنسانس عربی) بود که در سال‌های بین ۱۸۶۰–۱۹۴۰ شکوفا شد.